# Abdelmajid Tlemçani
Abdelmajid Tlemçani (arabe : عبد المجيد التلمساني), né en 1937 et mort le 8 juillet 2020, est un joueur de football tunisien.

## Biographie
Né en 1937, Abdelmajid Tlemçani a officié au club de l'Espérance sportive de Tunis et au sein de la sélection nationale.
Père de Zied Tlemçani, il est consacré à deux reprises comme meilleur buteur du championnat national avec 32 buts marqués en 1959 et 22 en 1960.
Mort le 8 juillet 2020, il est inhumé le jour même au cimetière du Djellaz.